# Serratula tinctoria subsp. seoanei
Serratula tinctoria subsp. seoanei é uma subespécie de planta com flor pertencente à família Asteraceae. 
A autoridade científica da subespécie é (Willk.) Laínz, tendo sido publicada em Boletim da Sociedade Broteriana 53: 47. 1979.

## Portugal
Trata-se de uma subespécie presente no território português, nomeadamente em Portugal Continental.
Em termos de naturalidade é nativa da região atrás indicada.

## Protecção
Não se encontra protegida por legislação portuguesa ou da Comunidade Europeia.